# Dragostea din plic
Dragostea din plic este un single al trupei Carla's Dreams, lansat pe 6 martie 2017. Piesa a fost compusă și produsă de membrii trupei Carla's Dreams.
Piesa este extrasă de pe albumul NGOC și a fost foarte așteptată de fanii trupei încă din anul 2016 când o parte din piesă a fost cântată la postul de radio Kiss FM, dar și atunci când a fost lansat albumul. Piesa este printre puținele piese ale trupei care are ritmuri de jazz, aducând puțin farmec poveștii piesei, dar și al clipului lansat pe 6 martie 2017.

## Bazele proiectului
Dragostea din plic a fost compusă de membrii trupei Carla's Dreams, iar de producție s-au ocupat Alex Cotoi și Carla's Dreams.

## Live
Piesa s-a auzit pentru prima dată live la postul de radio Kiss fm la sfârșitul lunii ianuarie 2016. Atunci, doar o parte din piesă a fost cântată. Clipul cu prestația trupei a fost postat pe canalul de YouTube al postului de radio și a adunat în prezent peste 2.000.000 de vizualizări. Piesa muzicală este rar cântată la concertele trupei, deoarece pentru prestația live este nevoie de orchestă. Dragostea din plic a fost cântată la cele două concerte ale trupei organizate la Arenele Romane în anul 2016,respectiv 2017.

## Videoclip
Filmările au avut loc la Chișinău, sub regia lui Roman Burlaca,regizorul care s-a ocupat de clipurile trupei. Acesta este un veritabil scurt metraj, o poveste dintr-o altă epocă, spusă la un bordel și motel de la periferie.Personajele sunt grotești și exagerări ale unor clișee, dând o senzație teatrală clipului. Clipul prezintă o poveste ciudată, având ca protagoniști un tânăr supărat de 17 ani și o femeie mai mare decât el, o patroană a unui bar înnebunită după bani. Partea cea mai amuzantă din clip este cea în care femeia primește de la tânăr o cadă plină cu pește drept răzbunare pentru ce i–a făcut tânărului. Videoclipul a fost postat pe canalul de YouTube al trupei și are în prezent peste 7.000.000 de vizualizări.

## Lansări
| Țara    | Data          | Format           | Casa de discuri |
| ------- | ------------- | ---------------- | --------------- |
| România | 6 martie 2016 | Digital Download | Global Records  |